# Postinfektiöse Glomerulonephritis
Die postinfektiöse Glomerulonephritis (Poststreptokokken-Glomerulonephritis) ist eine akute Entzündung der Nierenkörperchen (Glomerulonephritis), die eine bis vier Wochen nach einem Infekt mit betahämolysierenden Streptokokken der Gruppe A auftreten kann. In den letzten Jahren wird die Erkrankung zunehmend durch andere Erreger (Bakterien, Viren, Pilze, Parasiten) hervorgerufen. Ursache der Nierenschädigung ist die Ablagerung von Immunkomplexen in den Kapillaren des Nierenkörperchens mit Aktivierung des Komplementsystems. Symptome sind dunkler Urin aufgrund einer Ausscheidung von Erythrozyten (Hämaturie), erhöhte Eiweißausscheidung (Proteinurie), Abfall der Nierenfunktion, Abnahme der Urinproduktion (Oligurie), Wassereinlagerungen (Ödeme) und Bluthochdruck. Der Verlauf lässt sich durch eine medikamentöse Behandlung nicht beeinflussen. Bei Epidemien und für Haushaltskontakte wird eine Antibiotika-Prophylaxe empfohlen. Die Prognose ist im Allgemeinen gut. Selten, insbesondere bei älteren Patienten oder Vorliegen zusätzlicher Risikofaktoren kann es zu einer bleibenden Nierenschädigung kommen. In den Industrienationen geht die Erkrankung zurück, in unterentwickelten Regionen ist sie nach wie vor häufig.

## Geschichte
Die postinfektiöse Glomerulonephritis ist eine der ältesten bekannten Nierenkrankheiten.
Vor zweihundert Jahren beobachtete C. D. Wells, dass während der Rekonvaleszenzphase nach Scharlach eine Wassersucht auftreten konnte, die einherging mit dunkel verfärbtem Urin und Abnahme oder Sistieren der Urinproduktion. In der zweiten Hälfte des 19. Jahrhunderts fand man bei der feingeweblichen Untersuchung in den Nieren von Patienten, die an einem Nierenversagen nach Scharlach verstorben waren, eine Entzündung der Nierenkörperchen.
1903 vermutete Clemens von Pirquet anhand klinischer Beobachtungen eine pathologische, antikörpervermittelte Immunreaktion als Ursache der Erkrankung. Die veränderte Immunantwort bezeichnete er als Fremdreaktion, griechisch Allergie.
Als entdeckt wurde, dass Scharlach durch beta hämolysierende Streptokokken hervorgerufen wird, wurde der Begriff Poststreptokokken-Glomerulonephritis eingeführt. In der ersten Hälfte des 20. Jahrhunderts wurde entdeckt, dass es auch nach Infekten der oberen Luftwege und der Haut sowie Wundinfektionen zu einer akuten Glomerulonephritis kommen konnte, in der überwiegenden Mehrzahl fanden sich Streptokokken als Erreger. In der Folge konnte nachgewiesen werden, dass nicht alle Streptokokken-Stämme in der Lage waren, eine akute Nephritis auszulösen. Es wurde möglich nephritogene (Nephritis-auslösende) Streptokokken-Stämme zu isolieren und diese von Streptokokken-Stämmen zu unterscheiden, die für Rheumatisches Fieber verantwortlich waren.

## Epidemiologie
In den Industrienationen ist die postinfektiöse Glomerulonephritis in den letzten Jahrzehnten selten geworden (Erwachsene 6 Fälle pro 100.000 Personen pro Jahr, Kinder 0,3 Fälle) und tritt dort vorwiegend bei älteren Menschen auf, insbesondere wenn zusätzliche prädisponierende Faktoren vorliegen wie Alkoholkrankheit oder Drogenabhängigkeit. In bis zur Hälfte der Fälle liegt der Erkrankung dabei eine Infektion mit gramnegativen Erregern zu Grunde. In Mitteleuropa und Chile ist das Krankheitsbild praktisch verschwunden, in Italien, China, Singapur, Mexiko und den USA ist ein erheblicher Rückgang der Neuerkrankungen (Inzidenz) zu beobachten. In unterentwickelten Regionen ist die Erkrankung weit häufiger, pro Jahr werden für Erwachsene 24,3 Fälle pro 100.000 Personen, für Kinder 2 Fälle mitgeteilt. Hohe Inzidenzen werden berichtet in ländlichen Regionen Australiens. In Valencia, Venezuela liegt die Erkrankung in 70 % der stationären Aufnahmen in der pädiatrischen Nephrologie zugrunde. In Indien besteht bei 73 % der akuten Glomerulonephritiden älterer Menschen eine Poststreptokokken-Glomerulonephritis. In unterprivilegierten Ländern ist die Poststreptokokken-Glomerulonephritis eine wichtige Ursache des akuten Nierenversagens (30 % der Fälle in Istanbul, 52 % in Casablanca, 27 % in Bombay, 25 % in Nigeria). Große epidemische Ausbrüche, mit 103 bis 760 Erkrankungsfällen wurden seit 1950 berichtet aus den USA (1951–1952, betroffen waren Rekruten), Venezuela, Trinidad, Cuba, Armenien, Costa Rica, Litauen, Brasilien und Peru. Kleinere Ausbrüche mit Fallzahlen unter 100 wurden auch in Industrienationen beobachtet. Die Dunkelziffer der Erkrankung ist sehr wahrscheinlich sehr hoch, auch weil subklinische Verläufe etwa 4–19 mal häufiger sind als symptomatische Erkrankungen.

## Pathogenese
| Infektionen, die zu einer Glomerulonephritis führen können |
| --- |
| Infektiöse Syndrome Haut- und Racheninfektionen (S. pyogenes, S. equi, S. constellatus) Bakterielle Endokarditis (Staph. aureus, Viridans-Streptokokken) Pneumonie (S. pneumoniae, Mycoplasma pneumoniae) Abszesse (Zahnabszess, tiefliegende Abszesse, Osteomyelitis) Shuntnephritis (Staph. epidermidis, Propionibakterien) |
| Spezifische bakterielle Erkrankungen Grampositive Erreger (Streptokokken, Staphylokokken, Pneumokokken, Enterokokken, Listeria monocytogenes) Gramnegative Kokken (Meningokokken, N. gonorrhoeae) Gramnegative Kokkobazillen (Haemophilus) Gramnegative Bakterien (Salmonella, Klebsiella, Serratia, Yersinia, Proteus, Pseudomonas) Legionellose, Brucellose, Bartonellose Tuberkulose, atypische Mykobakteriose Syphilis (Treponema pallidum) Leptospirose (Leptospira interrogans) Rickettsiosen (Coxiella burnetii) Mycoplasma pneumoniae Chlamydophila pneumoniae |
| Pilzinfektionen (Mykosen) Candida albicans Histoplasmose (Histoplasma capsulatum) Kokzidioidomykose (Coccidioides immitis) |
| Viren DNA Viren Hepadnaviridae (Hepatitis-B-Virus) Herpesviridae (Varizella-Zoster-Virus, Epstein-Barr-Virus, Humanes Cytomegalievirus) Parvoviridae (Parvovirus B19) Adenoviridae (Adenovirus) RNA Viren Retroviridae (HIV) Picornaviridae (Coxsackie-Virus, Echovirus, Hepatitis-A-Virus) Flaviviridae (Dengue-Virus, Hepatitis-C-Virus) Paramyxoviridae (Mumps-Virus, Masern-Virus) Bunyaviridae (Hantavirus) Reoviridae (Rotavirus) |
| Parasiten Malaria (Plasmodium falciparum, Plasmodium malariae) Schistosomiasis (Schistosoma hematobium, Schistosoma mansoni) Toxoplasmose (Toxoplasma gondii) Filariasis (Wuchereria bancrofti) Trichinellose (Trichinella spiralis) Zystische Echinokokkose (Echinococcus granulosus) Amoebiasis (Entamoeba histolytica) |

Die Erkenntnis, dass eine Vielzahl von Erregern (Staphylokokken, gramnegative Bakterien, Mykobakterien, Parasiten, Pilze und Viren) eine Glomerulonephritis hervorrufen kann, führte zur Prägung des Begriffs „Postinfektiöse Glomerulonephritis“. Heute werden die Bezeichnungen Poststreptokokken-Glomerulonephritis und postinfektiöse Glomerulonephritis nebeneinander verwendet.
Man nahm bislang an, dass Streptokokken der Gruppe A der einzige Stamm sind, der in der Lage ist, eine Glomerulonephritis auszulösen. In jüngster Zeit wurden aber Epidemien von Poststreptokokken-Glomerulonephritis beobachtet, die durch Streptokokken der Gruppe C, insbesondere S. zooepidemicus hervorgerufen wurde. Möglicherweise kommen nephritogene Antigene bei Streptokokken unterschiedlicher Gruppen vor.
Man vermutet, dass der grundlegende pathologische Mechanismus der postinfektiösen Glomerulonephritis die Ablagerung von Immunkomplexen im Bereich der glomerulären Kapillarschlingen ist.
Auf molekularer Ebene werden gegenwärtig vorwiegend zwei Streptokokken-Antigene untersucht, die als Auslöser der Poststreptokokken-Glomerulonephritis in Frage kommen:
Nephritis assoziierter Plasmin Rezeptor (NAPR) und Streptokokken pyrogenes Exotoxin B (SPEB).

### Nephritis assoziierter Plasmin Rezeptor (NAPR)
Der Nephritis assoziierte Plasmin Rezeptor ist eine Glyceraldehyde-3-Phosphat Dehydrogenase. Ablagerungen (Depots) dieses Antigens können früh in Gewebeproben (Nierenbiopsien) von Patienten mit Poststreptokokken Glomerulonephritis nachgewiesen werden, Antikörper gegen dieses Antigen finden sich in Japan im Serum von 92 % der Patienten mit Poststreptokokken-Glomerulonephritis und 60 % der Patienten mit unkomplizierten Streptokokken-Infektionen. NAPR lagert sich im Nierenkörperchen zusammen mit Plasmin ab, nicht jedoch mit Immunglobulin G oder Komponenten des Komplementsystems.

### Pyrogenes Streptokokken-Exotoxin B (SPEB)
Pyrogenes Streptokokken-Exotoxin B (streptococcal pyrogenic exotoxin B; SPEB) ist eine kationische Cystein Proteinase, die durch Proteolyse einer Enzymvorstufe (Zymogen), die als zSPBE bezeichnet wird, entsteht. Sowohl SPEB als auch zSPBE aktivieren den alternativen Weg des Komplementsystems. SPBE wird von Streptokokken der Gruppe A produziert, Ablagerungen dieses Antigens sind in Nierenbiopsien von Patienten mit akuter Poststreptokokken-Glomerulonephritis nachweisbar. In Lateinamerika finden sich Antikörper gegen SPEB im Serum der meisten Patienten mit Poststreptokokken-Glomerulonephrits. In den Nierenkörperchen ist SPEB zusammen mit Komponenten des Komplementsystems in den elektronendichten Immundepots nachweisbar.

### Hinweise auf weitere nephritogene Antigene
Pathogenen Stämmen von S. zooepidemicus fehlt das Gen für SPEB, es muss daher noch weitere Antigene geben, die in der Lage sind eine Poststreptokokken-Glomerulonephritis auszulösen. Ein möglicher Kandidat ist ein Protein mit der Bezeichnung Szp5058 M-Protein, das Phagocytose-hemmende Eigenschaften aufweist.

### Pathomechanismus

#### Entzündung
SPEB und NAPI können im Nierenkörperchen eine Entzündungsreaktion auslösen. Wenn Mesangiumzellen des Nierenkörperchens mit SPEB und NAPI in Kontakt kommen, produzieren sie proinflammatorische Zytokine (Monocyte Chemoattractant Protein 1 und Interleukin-6) und exprimieren vermehrt Adhäsionsmoleküle, Monocyten werden angelockt und stoßen im Nierenkörperchen eine Entzündungsreaktion an. Auch Leukozyten des peripheren Blutes setzten proinflammatorische Zytokine frei, wenn sie mit SPEB in Kontakt kommen: IL-6, TNF-α, IL-8, und TGF-β.

#### Plasminbindung
Sowohl NAPI als auch SPEB sind in der Lage Plasmin zu binden. Dies weist auf eine mögliche Bedeutung von Plasminablagerungen in der Pathogenese der Poststreptokokken-Glomerulonephritis hin.

## Symptome
Die Poststreptokokken-Glomerulonephritis kann sporadisch auftreten oder im Rahmen einer Epidemie. Während einer Epidemie tritt etwa bei 5–10 % der Kinder mit Racheninfektionen (Pharyngitis), eine Glomerulonephritis auf und bei etwa 25 % der Kinder mit Hautinfektionen (Impetigo). Die Zeitspanne (Latenzzeit) zwischen Infektion und Ausbruch der Poststreptokokken-Glomerulonephritis beträgt bei Racheninfekten etwa 10 Tage, bei Hautinfektionen ca. drei Wochen.
Die Symptome können variieren von asymptomatischer Mikrohämaturie bis hin zum akuten nephritischen Syndrom mit durch Makrohämaturie rot bis braun gefärbten Urin, Proteinurie und nephrotischem Syndrom, verminderter Urinproduktion (Oligurie), Wassereinlagerungen (Ödemen), Bluthochdruck und akutem Nierenversagen.

### Akutes nephritisches Syndrom
Das akute nephritische Syndrom ist gekennzeichnet durch Hämaturie (Blut im Urin), Proteinurie (Eiweiß im Urin) und Ödeme (Wassereinlagerungen im Gewebe), häufig besteht auch Bluthochdruck und eine milde Einschränkung der Nierenfunktion. Das akute nephritische Syndrom ist die klassische Verlaufsform der Poststreptokokken-Glomerulonephritis. Im typischen Fall treten bei einem Kind ca. 10 Tage nach einer Haut- oder Racheninfektion plötzlich geschwollene Augenlider und Wassereinlagerungen auf, der Urin wird trübe, die Urinproduktion nimmt ab, der Blutdruck steigt. 4 bis 7 Tage nach Krankheitsbeginn nimmt die Urinproduktion wieder zu, die Ödeme verschwinden rasch, der Blutdruck normalisiert sich. Rote Blutkörperchen sind im Urin noch Monate bis zu einem Jahr nach der Erkrankung nachweisbar. Typische Auslöser eines nephritischen Syndroms sind Tonsillitis, Impetigo contagiosa und Scharlach. Ein nephritisches Syndrom kann aber auch nach anderen bakteriellen Infektionen (zum Beispiel Endokarditis, Pneumokokken-Pneumonie) auftreten oder durch Protozoen oder Viren ausgelöst werden.

### Rasch progressives nephritisches Syndrom
In ca. 5 % der Fälle ist der Verlauf der postinfektiösen Glomerulonephritis durch einen raschen Abfall der Nierenfunktion kompliziert. Als Auslöser der rasch progressiven Verlaufsform wurden Streptokokken, Staphylococcus aureus, gramnegative Bazillen, Mykoplasmen und Mycobacterium leprae nachgewiesen. In der Mehrzahl der Fälle ist der Gipfel des Serum-Kreatinins bereits innerhalb der ersten Tage der Erkrankung erreicht.

### Subklinische oder asymptomatische Glomerulonephritis
Wird bei Individuen, die an bakteriellen, viralen oder parasitären Infektionen leiden, der Urin genau untersucht, ist nicht selten vorübergehend eine Proteinurie unter 1 g/d, eine Leukozyturie oder eine Mikrohämaturie nachweisbar. Die Häufigkeit asymptomatischer Verläufe kann dabei ein Vielfaches der Verläufe betragen, die mit Krankheitssymptomen einhergehen.

## Differentialdiagnose
Es ist eine Vielzahl von weiteren Pathomechanismen bekannt, über die eine Infektionskrankheit zu einer Schädigung der Nieren führen kann:

### IgA-Nephritis
Blutiger Urin im Anschluss an einen Infekt der oberen Luftwege kann sowohl auf eine Poststreptokokken-Glomerulonephritis als auch auf eine IgA-Nephritis hinweisen. In der Regel können die Krankheitsbilder aufgrund des klinischen Bildes unterschieden werden, so dass eine Nierenbiopsie nur in Ausnahmefällen erforderlich ist:
- Eine Poststreptokokken-Glomerulonephritis tritt im Mittel 10 Tage nach Racheninfekten und drei Wochen nach Hautinfekten auf, eine IgA-Nephritis innerhalb von 5 Tagen.
- Bei der IgA-Nephritis sind wiederholte Episoden von blutigem Urin (Makrohämaturie) häufig, bei der Poststreptokokken-Glomerulonephritis dagegen selten.
- Bei Racheninfektionen spricht der Nachweis von Streptokokken der Gruppe A im Rachenabstrich oder ein erhöhter Antistreptolysin O-Titer für eine Poststreptokokken-Glomerulonephritis. Negative Befunde, insbesondere bei Hautinfektionen, schließen einen Streptokokken-Infekt aber nicht aus.
- Die Postspreptokokken-Glomerulonephritis bessert sich nach Ausheilen der auslösenden Infektion, die Nierenfunktion beginnt sich nach 1–2 Wochen zu bessern, die zuvor erniedrigten Komplement-Spiegel im Serum normalisieren sich innerhalb von 6 Wochen, die Ausscheidung von roten Blutkörperchen im Urin (Mikrohämaturie) verschwindet innerhalb von 6 Monaten. Eine persistierende Mikrohämaturie weist auf eine IgA-Nephritis hin, auf Dauer erniedrigte Komplement-Spiegel auf eine membranoproliferative Glomerulonephritis.

### Membranoproliferative Glomerulonephritis
Eine membranoproliferative Glomerulonephritis kann ausgelöst werden durch eine infizierte Liquordrainage (Shunt-Nephritis), eine infektiöse Endokarditis, eine Osteomyelitis, chronische Abszesse, infizierte Gefäßprothesen, Schistosomiasis (Schistosoma mansoni) oder Flussblindheit (Onchocerca volvulus). Die Symptomatik entspricht dem nephritischen Syndrom mit Mikrohämaturie, Proteinurie und Nierenfunktionsverlust.

### Membranöse Glomerulonephritis
Malaria, Syphilis und Loa loa – Infektionen können zu einer membranösen Glomerulonephritis mit nephrotischem Syndrom führen.

### ANCA assoziierte Glomerulonephritis
Bestimmte Erreger, zum Beispiel Staphylococcus aureus, können eine ANCA assoziierte Glomerulonephritis mit raschem Nierenfunktionsverlust auslösen.

### Hämolytisch-urämisches Syndrom
Im Anschluss an Durchfallerkrankungen, die durch Shigella dysenteriae oder Escherichia coli (O157:H7) verursacht wurden, kann durch bakterielles Vero-Toxin ein hämolytisch-urämisches Syndrom ausgelöst werden, das charakterisiert ist durch hämolytische Anämie und akutes Nierenversagen.

### Niereninfarkt und -abszess
Pilzinfektionen und Endokarditiden, verursacht durch Streptococcus agalactiae oder Haemophilus influenzae, können durch Embolisation von Blutgerinnseln (Thromben) oder infiziertem Material zu Niereninfarkten oder Nierenabszessen führen. Symptome sind Flankenschmerzen und Hämaturie.

### Nierenamyloidose
Eine chronische Aktivierung des Immunsystems durch eine langanhaltende Infektionen kann zur Amyloidose der Nieren mit nephrotischem Syndrom und chronischem Nierenversagen führen.

## Histologie

Schema einer Kapillarschlinge des Nierenkörperchens bei postinfektiöser Glomerulonephritis: Immunkomplexe zwischen Epithelzellen und Basalmembran (subepitheliale Humps)
Schwarz: Immunkomplexe
Dunkelviolett: Basalmembran
Pink: Endothel
Grün: Viscerales Epithel
Hellviolett: Mesangium

### Lichtmikroskopie
- Im Frühstadium kommt es in der Kapillarschlingen der Nierenkörperchen zur Ansammlung von Granulozyten und Monozyten sowie zur Vermehrung (Proliferation) der Kapillarendothelzellen (Endokapilläre Glomerulonephritis, Abb.[9] und[10]).
- Im weiteren Verlauf ist eine Vermehrung (Proliferation) der Mesangiumzellen sowie eine Zunahme der extrazellulären Matrix zu beobachten (Mesangioproliferative Glomerulonephritis, Abb.[11]).
- Selten sind bereits im Lichtmikroskop Ablagerungen von Immunkomplexen zwischen der glomerulären Basalmembran und den glomerulären Deckzellen (Podozyten) zu erkennen (Subepitheliale Humps[12], Abb.[13]).
- Bei einer sehr schweren Schädigung der Glomeruluskapillaren kann es zur Exsudation von Fibrin in den Kapselraum des Nierenkörperchen kommen, die Folge ist eine sichelförmige Proliferation von Kapselepithelzellen (extrakapilläre Halbmondbildung, siehe Abb. in Quellen[14][15]). Die extrakapilläre Halbmondbildung ist das histologische Korrelat des rasch progressiven nephritischen Syndroms. Bei Patienten mit Halbmondbildung in weniger als 50 % der Nierenkörperchen ist bei effektiver Behandlung der auslösenden Infektion ein Ausheilen der Erkrankung wahrscheinlich.

Bei Halbmondbildung in mehr als 75 % der Nierenkörperchen und anfänglicher Oligo-Anurie ist die Prognose bezüglich der Nierenfunktion sehr schlecht.

### Immunhistochemie
Bei der immunhistochemischen Untersuchung finden sich in den Kapillarschlingen der Nierenkörperchen zwischen glomerulärer Basalmembran und Podozyten (=subepithelial) gelegene Ablagerungen von Ig G und C3. Die Ablagerungen können unregelmäßige (Abb.),
girlandenförmige (Abb.)
oder körnelige (Abb.)
Muster bilden. Girlandenförmige Immunkomplexablagerungen weisen auf eine schlechtere Prognose der Erkrankung hin.

### Elektronenmikroskopie
Die elektronenmikroskopische Untersuchung zeigt buckelförmige Immunkomplexablagerungen (Humps) zwischen Basalmembran und Podozyten (Abb.).

## Therapie
In der Regel heilt die akute postinfektiöse Glomerulonephritis ohne Behandlung der zugrunde liegenden Infektion aus. Die Therapie ist daher supportiv mit Bettruhe, körperlicher Schonung, Natrium- und Wasserentzug, sowie Behandlung einer Hypertonie. Bei schwereren Verläufen wurden auch Corticosteroide, Immunsuppressiva und gerinnungshemmende Substanzen eingesetzt, hierzu fehlen aber kontrollierte Studien.

## Prophylaxe
Eine akute Poststreptokokken-Glomerulonephritis kann durch frühzeitige antibiotische Therapie eines Streptokokken-Infektes verhindert werden. Eine Ausbreitung nephritogener (=Nephritis auslösender) Streptokokken kann durch eine vorbeugende Gabe von Antibiotika (Antibiotikaprophylaxe) an Kontaktpersonen verhindert werden. Problematisch ist jedoch die sichere Diagnose einer Streptokokken-Infektion, um eine unnötige (und wegen der Gefahr der Resistenzentwicklung problematische) Antibiotika-Behandlung zu vermeiden.

### Hautinfektionen
Aktive Hautinfektionen (Impetigo), die in der Regel durch Staphylokokken oder Streptokokken hervorgerufen werden, sollten mit Penicillin behandelt werden, außer bei gehäuftem Auftreten von multiresistenten Staphylokokken in der betroffenen Bevölkerungsgruppe.

### Racheninfektionen
Nur in 10–20 % der Fälle von Rachenentzündung lassen sich Streptokokken als Erreger nachweisen. Hinweise auf eine Streptokokken-Infektion sind Fieber über 38 °C, fehlender Husten, schmerzhaft vergrößerte Lymphknoten, Mandelentzündung (Tonsillitis) und Alter zwischen 3 und 14 Jahren. In unklaren Fällen kann die Diagnose durch Streptokokken-Schnelltest oder Bakterienkultur aus einem Rachenabstrich gesichert werden. Eine antibiotische Behandlung sollte nur erfolgen, wenn vier der klinischen Kriterien erfüllt sind oder der Erreger gesichert werden konnte.

### Epidemische Poststreptokokken-Glomerulonephritis
Während einer Epidemie mit nephritogenen Streptokokken wird für Haushaltsangehörige von Patienten eine Antibiotika-Prophylaxe empfohlen.

## Prognose

### Kurzfristige Prognose
Bei Kindern ist die kurzfristige Prognose der akuten Poststreptokokken-Glomerulonephritis sehr gut. Im Gegensatz dazu liegen bei älteren Patienten häufig ernste Begleiterkrankungen vor wie Unterernährung (Malnutrition), Alkoholkrankheit, Diabetes mellitus oder andere chronische Erkrankungen. Zudem sind die Krankheitsverläufe bei älteren Patienten schwerer mit Urämie, Herzversagen und Proteinurie im nephrotischen Bereich; die Mortalität kann bis zu 20–25 % betragen.

### Langzeit-Prognose
In Langzeitbeobachtungen über 10–20 Jahre findet man bei ca. 20 % der Kinder, die eine Poststreptokokken-Glomerulonephritis durchgemacht haben, Auffälligkeiten in der Urinuntersuchung wie Proteinurie oder Mikrohämaturie, ca. 3 % entwickeln einen Bluthochdruck, jedoch weniger als 1 % eine Urämie.
In bestimmten Populationen kann die Langzeitprognose jedoch deutlich schlechter ausfallen. Nach einer Epidemie in Minas Gerais, Brasilien entwickelten 8 % der Patienten innerhalb von fünf Jahren ein chronisches Nierenversagen. In Gemeinschaften von Aborigines in Australien, in denen Risikofaktoren wie niedriges Geburtsgewicht, Diabetes und metabolisches Syndrom häufig vorkommen, ist die Langzeitprognose der Poststreptokokken-Glomerulonephritis ebenfalls schlechter mit einer erhöhten Inzidenz von Mikrohämaturie und Albuminurie sowie einem im Vergleich zur nicht-indigenen Bevölkerung mehrfach erhöhten Risiko der Urämie.